# Parerupa bipunctalis
Parerupa bipunctalis là một loài bướm đêm trong họ Crambidae.